# Rajko Doleček
Rajko Doleček (né le 1er juin 1925 à Prague - 20 décembre 2017 à Ostrava, République tchèque) était un médecin tchèque d’origine tchéco-serbe, défenseur de l'hygiène de vie, et professeur de médecine au CHU d’Ostrava. Auteur de plus de 200 publications spécialisées, il a popularisé l’endocrinologie, la diabétologie, l'hygiène de vie et la diététique, en particulier à la télévision, et dans des ouvrages de vulgarisation. Actif en politique et dans la société civile, il a soutenu activement les positions serbes, pour lesquelles l’ancien président tchèque Václav Klaus eut une certaine sympathie. 

## Biographie
De mère serbe de Bosnie et de père tchèque, Rajko Doleček a commencé ses études à Université de Belgrade, pendant deux semestres et les a achevé à l’Université Charles de Prague. Au cours de sa carrière médicale, il travaille en service de médecine interne d’abord à l'hôpital général d'Ostrava, puis au Centre hospitalier universitaire de la Faculté de Médecine d’Ostrava. Maître de conférence en 1965, il est nommé professeur des universités en 1993. Ayant commencé sa carrière médicale le 29 octobre 1950, il fit partie de ceux dont la pratique médicale fut la plus longue. Il exerçait toujours en 2016, ce qui signifie qu’il pratiquait la médecine depuis déjà 66 ans.
Depuis les années 1970, il présentait une émission de vulgarisation médicale à la Télévision tchécoslovaque sur les problèmes d’obésité, de diabète, des troubles hormonaux et du vieillissement. La plus célèbre était Nebezpečný svět kalorií (Le monde dangereux des calories), qui se focalisait sur le surpoids et la bonne hygiène de vie. Il publia plusieurs ouvrages de vulgarisation sur ce même thème. Il poursuivit son activité éducative même après la Chute du mur de Berlin. Avec le Dr Leoš Středa, il participa à l'émission de la télévision tchécoslovaque puis à la Télévision slovaque Tak už dost! (Allez, ça suffit!), consacrée également à l'obésité, le régime et l'hygiène de vie. Il édita encore d’autres manuels de diététique, et s’est plus récemment consacré à des conseils diététiques sur Internet. 
Du fait de la disparition d'une partie de sa famille serbe au camp d'extermination de Jasenovac pendant la Deuxième Guerre mondiale par les Oustachi, après la dislocation de la Yougoslavie (1991) et au cours des guerres civiles ethnico-religieuses dans les pays d’Ex-Yougoslavie, Rajko Doleček prit position en faveur des Serbes, notamment dans ses livres et dans ses articles de journaux.
Rajko Doleček est décédé le 20 décembre 2017 au CHU d’Ostrava-Poruba, des suites d'une maladie foudroyante.

## Contributions

### Livres

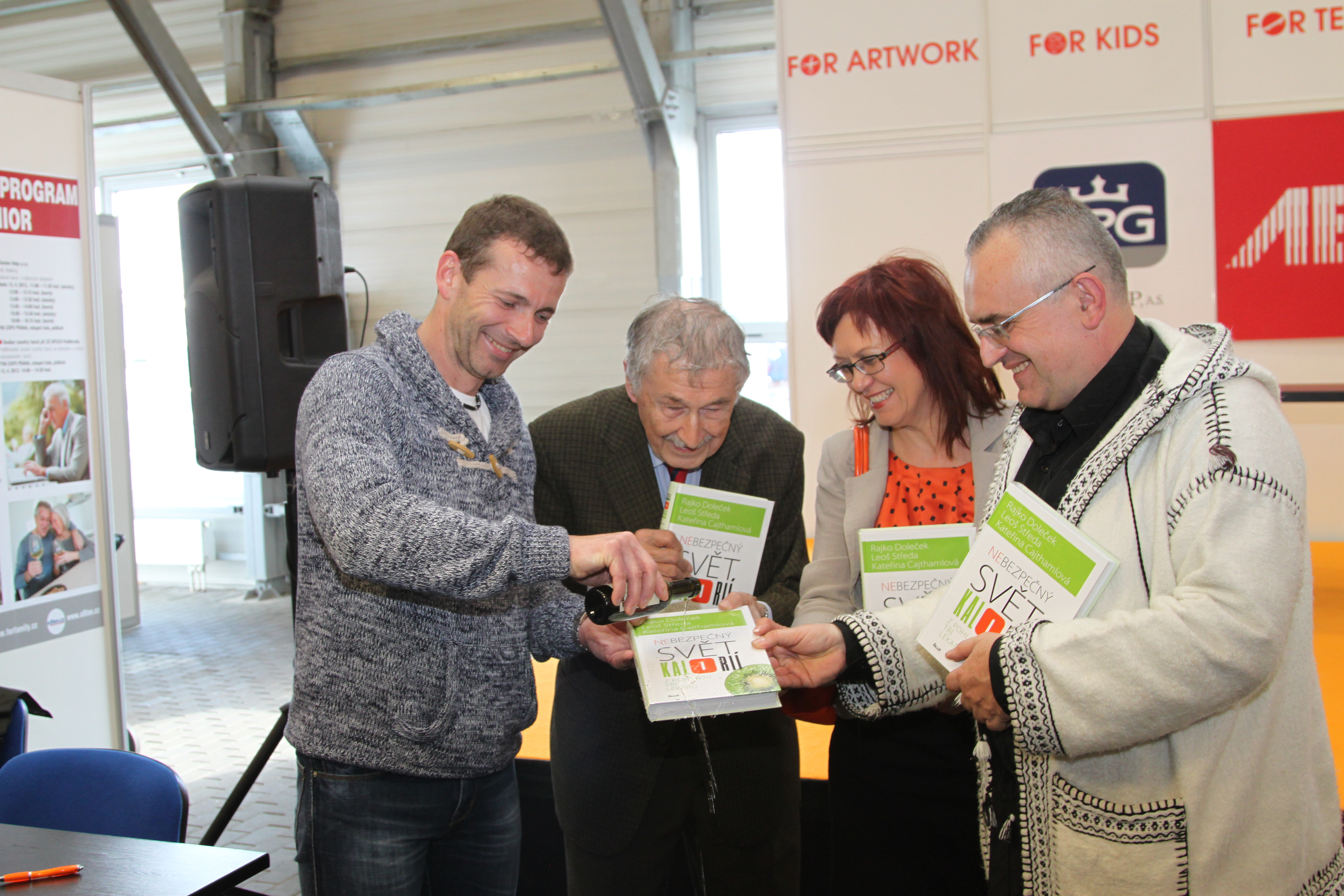
Dédicace à la sortie de Nebezpečného sveta kalórií (Le monde dangereux des calories), écrit en 2013 par Rajko Doleček, Leoš Středa & Kateřina Cajthamlová, parrainé par Petr Havlíček.

- Nebezpečný svět kalorií (Le monde dangereux des calories), 1977 a 1979
- Nebezpečný svět kalorií-joulů (Le monde dangereux des calories-joules), 1984
- Tajemný svět hormonů (Le monde mystérieux des hormones), 1987
- Pokyny při dodržování redukční diety (Instructions pour le régime d'amaigrissement), 1988
- Na cestách (En route), 1989
- Jihoslovanští bratří Srbové, Chorvati a Muslimové (Les frères slaves du Sud Serbes, Croates et Musulmans), 1992
- Být štíhlým po česku – průvodce džunglí diet (Être mince à la tchèque - Guide dans la jungle des régimes), 1994
- Žaluji (J'accuse), 1998, 1999, 2000
- Necenzurované obrazy z dějin jihoslovanských bratrů (Images non censurées de l'histoire des frères slaves du Sud), 2007
- Necenzurované obrazy z dějin Kosova a Metohije (Images non censurées de l'histoire du Kosovo-Métochie), 2009
- Hovory s generálem Mladićem (Entretiens avec le général Ratko Mladić, 2010
- Nebezpečný svět kalorií (Le monde dangereux des calories) (avec Kateřina Cajthamlová & Leoš Středa) 2013

### Émissions de télévision
- Nebezpečný svět kalorií (Le monde dangereux des calories) a Nebezpečný svět kalorií po jednom roce (Le monde dangereux des calories, un an après), série télévisée sur le surpoids et les régimes; Télévision tchécoslovaque
- Tajemný svět hormonů (Le monde mystérieux des hormones), série télévisée sur l'endocrinologie; Télévision tchécoslovaque
- Nemoc půl miliónu (La maladie d'un demi-million), série télévisée sur le diabète; Télévision tchécoslovaque
- Dejte léta životu (Donner des années à la vie), série télévisée pour les seniors; Télévision tchécoslovaque
- Tak už dosť! (Allez, ça suffit!), série télévisée sur les régimes; Télévision tchécoslovaque, puis Télévision slovaque